# Liste der Monuments historiques in Saint-Hilaire-en-Woëvre
Die Liste der Monuments historiques in Saint-Hilaire-en-Woëvre führt die Monuments historiques in der französischen Gemeinde Saint-Hilaire-en-Woëvre auf.

## Liste der Objekte
| Bezeichnung                | Beschreibung           | Standort                         | Kennzeichnung | Schutzstatus | Datum | Bild |
| -------------------------- | ---------------------- | -------------------------------- | ------------- | ------------ | ----- | ---- |
| Skulptur Heiliger Hilarius | Stein, 16. Jahrhundert | im ehemaligen Pfarrgarten (Lage) | PM55000521    | Classé       | 1988  |      |